# Carlos A. Garzoni
Carlos Alberto Garzoni (Buenos Aires, 21 de noviembre de 1900-Buenos Aires, 28 de abril de 1982) fue un militar argentino, perteneciente a la Marina de Guerra, que alcanzó la jerarquía de vicealmirante. Fundó el Instituto Tecnológico de Buenos Aires. Fue gobernador de facto de Santa Fe desde el 1 de octubre de 1955 hasta el 10 de abril de 1957. También fue secretario de Marina desde el 6 de diciembre de 1962 hasta el 8 de abril de 1963 durante la presidencia de José María Guido.

## Trayectoria
El almirante Garzoni fue edecán de Juan Domingo Perón en su primera presidencia y posteriormente jefe del Estado Mayor Conjunto de las Fuerzas Armadas, entre el 23 de diciembre de 1952 y el 31 de diciembre de 1954. Sucedió en este cargo al Teniente General Víctor Jaime Majó y precedió al general de división Ángel Juan Manni. Interventor de la provincia de Santa Fe, cargo en que se desempeñó entre octubre de 1955 y abril de 1957.
Fue secretario de Marina durante la Revolución Argentina. Pidió su retiro en 1963, en medio de los conflictos entre Azules y Colorados, cuando no logró evitar que la Armada tome parte en los movimientos. José María Guido lo volvió a designar como Secretario de Marina al comprobar que no había tomado partido por ninguno de los dos bandos.
Impulsó la creación del Instituto Tecnológico de Buenos Aires (ITBA), del cual fue su primer rector entre 1959 (fecha de creación del ITBA) y 1978, momento en el cual pasa a presidir el Consejo de Regencia hasta su fallecimiento en 1982. Su intención fue la creación de una institución universitaria para formar ingenieros oficiales en áreas de interés de la Armada. Si bien dicha función la venía cumpliendo la Universidad de Buenos Aires, gracias a un acuerdo con la Escuela Naval Militar, el acuerdo fue deshecho en 1959. Como solución, al almirante Garzoni se le ocurrió crear una institución que dependiera de la Armada o bien que fuera una institución privada, aprovechando la reciente ley que permitía este tipo de institutos. Optó por la impulsar esta última opción, con el apoyo de muchos oficiales. Pese a su carácter privado y sin financiamiento de la fuerza, la institución nunca perdió vínculos con ella. En la actualidad, la Armada otorga un premio en su honor al mejor promedio de todas las carreras en cada egreso.